# Buirac

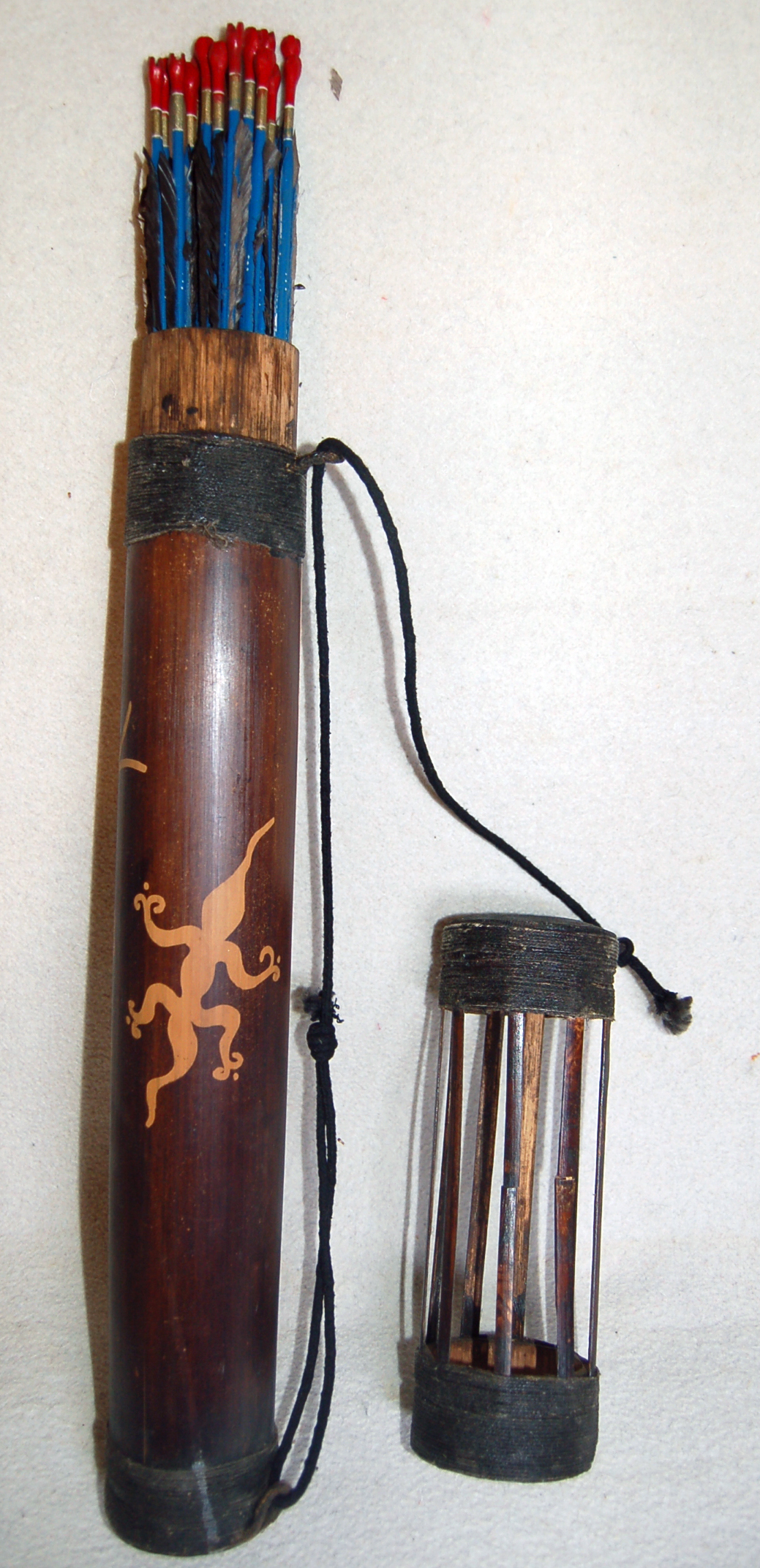
Buirac

Un buirac, carcaix o aljava és un estoig, capsa o cilindre de pell, fusta o tela usada pels arquers per a portar les sagetes, que permet d'agafar-les amb facilitat i rapidesa.
El buirac o carcaix es penjava normalment a l'esquena per a facilitar a l'arquer llibertat de moviments i, al mateix temps, accessibilitat a les sagetes. Era la posició habitual per als soldats d'infanteria o cavalleria. Algunes representacions iconogràfiques mostren la forma que tenia el carcaix a l'antiguitat. Era en general com una caixa, més aviat allargada i afuada a l'extrem inferior, però també podia ser cilíndrica, o més o menys aplanada. De vegades tenia una tapa (πῶμα), i portava a la superfície decoracions diverses, probablement incrustacions. El carcaix, generalment, es portava suspès a l'espatlla dreta de l'arquer, perquè pogués extreure més fàcilment les fletxes, amb un gest quasi mecànic, com es veu per exemple, a la coneguda estàtua d'Àrtemis de Versalles, però de vegades s'enganxava al cinturó i penjava damunt de la cuixa.
El carcaix el portaven les divinitats guerreres o caçadores, com Hèrcules i Àrtemis, i de vegades també Apol·lo, Cupido i les amazones. El buirac es menciona ja als poemes homèrics i, per tant, devia estar en ús potser ja a l'època micènica. Entre els tipus de carcaix destaca el goritos, que portaven els guerrers escites, i que permetia guardar-hi també l'arc.
Actualment, els arquers que practiquen el tir amb arc pengen majoritàriament el buirac de la cintura, encara que a voltes es continua de posar a l'esquena en les modalitats més tradicionals del tir amb arc, com el tir instintiu amb arc recorbat i amb arc llarg. En la caça amb arc, el buirac acostuma a estar integrat en el mateix arc, si és un arc de politges, perquè així s'anul·la el soroll que fan les sagetes dintre dels buiracs tradicionals en topar entre elles, i es redueix sensiblement la possibilitat de fregar les plomes d'alguna sageta amb el sotabosc, causant sorolls i espantant les preses.